# Pasărea de foc spațială
Pasărea de foc spațială (火の鳥2772 愛のコスモゾーン Hi no Tori 2772: Ai no Kosumozōn?, lit. Firebird 2772: Love's Cosmozone) este un film de animație (anime) regizat de Taku Sugiyama și scris de acesta în colaborare cu Osamu Tezuka după banda desenată (manga) series Hi no Tori.  A fost prezentat în Marea Britanie în 1980 cu titlul Space Firebird și în 1983 în SUA scurtat la 79 de minute și dublat de către actori britanici. O versiune franceză a fost lansată cu titlul Firebird 2772.
Premiera a avut loc în Japonia la data de 15 martie 1980.

## Rezumat
Acțiunea se desfășoară în viitorul îndepărtat pe Pământ, când resursele naturale ale planetei vor fi fost epuizate, iar sistemul politic este de tip eugenic, oamenilor fiindu-le atribuite roluri sociale de la naștere, pe baza studierii culorii ochilor.
Personajul principal, Godo, este un astfel de copil predestinat să devină pilot și educat în acest scop de către robotul-bonă Olga (Oruga), iar mai târziu de către instructorul arogant Borukan.
Luând cunoștință de calitățile excepționale ale lui Godo, Rock, un candidat la postul de prim-ministru, îl selectează pe Godo pentru călătoria în spațiu menită a captura mitica pasăre Phoenix, al cărei sânge se presupune că va însănătoși Pământul. Misiunea se dovedește dificilă pentru Godo din mai multe motive: dragostea acestuia pentru ființele pe care este antrenat să le ucidă, faptul că ar trebui să se despartă de singurul prieten, Olga.
În timpul studiilor la Academia de Aviație, Godo se îndrăgostește de Rena, fiica unui politician de elită, aceasta fiind dintr-o clasă socială diferită de a lui și, mai mult de atât, logodnica lui Rock. Pentru infracțiunea de a fi fugit cu Rena, Godo își pierde cetățenia și este trimis în lagărul de muncă Iceland, unde are loc extragerea energiei din nucleul Pământului, ceea ce va și duce la distrugerea acestuia. Încarcerat și cu sufletul rănit, Godo îl întâlnește pe Dr. Saruta cu care pune la cale un plan de evadare. În cele din urmă, se dovedește că planul de evadare fusese creat de către Black Jack, directorul închisorii, pentru a-l determina pe Godo să plece în misiunea de a găsi Pasărea Phoenix.
După mai multe peregrinări, Godo întâlnește  Pasărea Phoenix, se luptă cu aceasta, iar Olga este rănită foarte grav. Pasărea este înduioșată de dragostea lui Godo față de Olga și o reînvie pe aceasta substituindu-i spiritul cu al său.
Aflat pe o planetă paradisiacă împreună cu Olga, lui Godo i se face dor de Pământ și hotărăște să se întoarcă acasă. Aici o găsește pe Rena căsătorită cu Rock, iar planeta se află într-o fază apocaliptică, zdruncinată de cutremure și de alte catastrofe. Pasărea Phoenix se arată lui Godo și îl întreabă pe acesta dacă dorește să își dăruiască viața Planetei, lucru care se și întamplă, iar trupul Olgăi se transformă într-unul de femeie ce dă naștere unui copil cu trăsăturile lui Godo.

## Personaje
- Godo, pilot.
- Olga (Oruga), un robot-bonă,
- Rock, lider politic și cercetător-șef,
- Rena, fiica Lordului Eat (Ito).
- Lordul Eat (Ito), lider politic, președinte al Sfatului Bătrânilor,
- Borukan, instructor și supraveghetor al piloților,
- Ban (Shunsaku Ban / Higeoyaji), rezident al planetei Tears (Lacrimilor),
- Black Jack, gardian al lagărului de muncă Iceland,
- Dr. Saruta, prizonier în lagărul de muncă Iceland,
- Boon (Boon Marukubi), gardian al lagărului de muncă Iceland,
- Pincho, servitor extraterestru al Renei,
- Crack, extraterestru rezident al planetei Tears,
- Pasărea Phoenix (Phoenixul), pasărea mitică.

## Lansare
Filmul de animație științifico-fantastică Pasărea de foc spațială a fost difuzat în România la începutul anilor 1980 și a rulat o lungă perioadă cu săli arhipline la cinematograful „Scala” din București.

## Premii și nominalizări
Filmul a câștigat premiul Inkpot la San Diego Comic Convention în 1980 și premiul pentru animație la Festivalul de Film de la Las Vegas. A fost nominalizat la categoria cel mai bun film de animație la Saturn Awards în 1983.